# Cribroeponides
Cribroeponides es un género de foraminífero bentónico considerado un sinónimo posterior de Eponides de la Subfamilia Eponidinae, de la Familia Eponididae, de la Superfamilia Discorboidea, del Suborden Rotaliina y del Orden Rotaliida. Su especie-tipo era Poroeponides cribrorepandus. Su rango cronoestratigráfico abarcaba el Holoceno.

## Clasificación
Cribroeponides incluía a las siguientes especies:
- Cribroeponides cribrorepandus, aceptado como Eponides cribrorepandus
  - Cribroeponides cribroepandus convexosuturus
  - Cribroeponides cribroepandus pacificus
- Cribroeponides uschakovi